# Frente de Todos (coalició de 2019)
Frente de Todos (Front de Tots en català) és una coalició política electoral argentina, inscrita per participar en les eleccions generals de 2019.
El Frente de Todos és una coalició que té el seu eix en la convergència de quatre grans sectors polítics: el Partit Justicialista (peronista), el de major nombre d'afiliats del país, els sectors peronistes i no peronistes que conformen el kirchnerisme liderat per l'expresidenta Cristina Fernández de Kirchner, la majoria dels governadors peronistes i el Front Renovador, liderat per Sergio Massa. S'hi van sumar també altres sectors polítics, moviments i partits.
El Frente compta a més a més amb el suport de les forces sindicals Confederació General del Treball de la República de l'Argentina i els dos vessants de la Central de Treballadors de l'Argentina.
El Frente va guanyar les eleccions presidencials de 2019 a la primera volta, amb 48,24%, i va sortir-ne com a president Alberto Fernández i com a vicepresidenta Cristina Fernández de Kirchner. El Front va guanyar en 18 dels 24 districtes, inclosa la província de Buenos Aires, on habita el 39% de la població argentina, obtenint 13 dels 24 escons de senadors en joc, i 64 dels 130 escons de diputats.

## Forces polítiques de la coalició
| Partit                                        | Líder                   | Ideologia                |
| --------------------------------------------- | ----------------------- | ------------------------ |
| Partit Justicialista                          | José Luis Gioja         | Peronisme                |
| Front Renovador                               | Sergio Massa            | Peronisme                |
| Partit de la Cultura, l'Educació i el Treball | Hugo Moyano             | Peronisme                |
| Compromís Federal                             | Alberto Rodríguez Saá   | Peronisme Federal        |
| KOLINA                                        | Alicia Kirchner         | Kirchnerisme             |
| Partit de la Victòria                         | Diana Conti             | Kirchnerisme             |
| Nuevo Encuentro                               | Martín Sabbatella       | Kirchnerisme             |
| Somos                                         | Victoria Donda          | Feminisme                |
| Proyecto Sur                                  | Pi Solanes              | Socialisme               |
| Frente Grande                                 | Adriana Puiggrós        | Socialdemocracia         |
| Partit Solidari                               | Carlos Heller           | Cooperativisme           |
| Unitat Popular                                | Víctor De Gennaro       | Socialisme del segle XXI |
| Moviment Nacional Alfonsinista                | Leopoldo Moreau         | Radicalisme K            |
| Partit de la Concertació FORJA                | Gustavo Fernando López  | Radicalisme K            |
| Partit Comunista                              | Victor Kot              | Comunisme                |
| Partit Comunista (Congrés Extraordinari)      | Pablo Pereyra           | Comunisme                |
| Partit del Treball i del Poble                | Juan Carlos Alderete    | Comunisme                |
| Partit Intransigent                           | Enrique Gustavo Cardesa | Yrigoyenisme             |
| Front Pàtria Gran                             | Juan Grabois            | Socialisme del segle XXI |

## Propostes
La plataforma contempla diverses propostes entre les quals destaquen:
Economia
- Eliminar l'IVA de la cistella bàsica.[5]
- Eliminar les retencions a la indústria, economies regionals i serveis basats en el coneixement.[6]
- Desdolaritzar les tarifes de serveis públics.
- Renegociar el deute extern.[7]
- Règim especial d'inversions per al jaciment petrolífer Vaca Muerta.[4]

Desenvolupament social
- Destinar l'1,5% del pressupost a primera infància.[8]
- Augment immediat del 20% en les jubilacions.[6]

Salut
- Recuperar el Ministeri de Salut.[4]
- Plena cobertura en medicaments per a afiliats al PAMI.[5]
- Assegurança per a malalties d'alt cost.

Ciència i tecnologia
- Recuperar el Ministeri de Ciència.[4]
- Recomposició salarial al personal científic i augment en el nombre de ingressants anuals.
- Augment pressupostari per al sector.[9]
- Creació de noves empreses estatals de base tecnològica.
- Beneficis fiscals per a les empreses que inverteixin en I+D.

Institucionalitat
- Descentralització del govern.[10]
- Períodes de "refredament" per als funcionaris que passen de la gestió pública a la privada.[5]

Justícia i seguretat
- Judicis per jurats.[5]
- Mediació en casos de protesta social.[4]
- Creació de l'Observatori de Seguretat Pública per generar coneixement sobre les problemàtiques d'inseguretat.
- Programa Federal de Protecció Integral de les Dones contra fets de Violència i Discriminació.
- Programa Federal de Control del Narcotràfic.